# Collecorvino
Collecorvino község (comune) Olaszország Abruzzo régiójában, Pescara megyében.

## Fekvése
A megye északkeleti részén fekszik. Határai: Cappelle sul Tavo, Città Sant’Angelo, Elice, Loreto Aprutino, Moscufo és Picciano.

## Története
Első említése a 9. századból származik. A következő századokban nemesi birtok volt. Önálló községgé a 19. század elején vált, amikor a Nápolyi Királyságban felszámolták a feudalizmust.

## Népessége
A népesség számának alakulása:

## Főbb látnivalói
- Sant’Andrea Apostolo-templom
- San Rocco-templom
- San Patrignano-templom